# Temporada 2024 del Campeonato del Mundo de Moto3
La temporada 2024 del Campeonato del Mundo de Moto3 fue la 13.ª edición de este campeonato creado en 2012. Este campeonato fue parte de la 76.ª edición del Campeonato del Mundo de Motociclismo. El colombiano David Alonso se proclamó campeón del mundo en el Gran Premio de Japón, a cuatro grandes premios para el final. Daniel Holgado fue subcampeón y Collin Veijer resultó tercero.

## Calendario
El calendario provisional fue anunciado el 27 de septiembre de 2023.
| Ronda                                           | Gran Premio                            | Circuito                                                            | Fecha                        |
| ----------------------------------------------- | -------------------------------------- | ------------------------------------------------------------------- | ---------------------------- |
| 1                                               | Gran Premio de Catar                   | Circuito Internacional de Losail, Lusail                            | 8-10 de marzo                |
| 2                                               | Gran Premio de Portugal                | Autódromo Internacional do Algarve, Portimão                        | 22-24 de marzo               |
| 3                                               | Gran Premio de las Américas            | Circuito de las Américas, Austin                                    | 12-14 de abril               |
| 4                                               | Gran Premio de España                  | Circuito de Jerez, Jerez de la Frontera                             | 26-28 de abril               |
| 5                                               | Gran Premio de Francia                 | Circuito de Bugatti, Le Mans                                        | 10-12 de mayo                |
| 6                                               | Gran Premio de Cataluña                | Circuito de Barcelona-Cataluña, Montmeló                            | 24-26 de mayo                |
| 7                                               | Gran Premio de Italia                  | Autódromo Internacional del Mugello, Scarperia                      | 31 de mayo-2 de junio        |
| 8                                               | Gran Premio de Assen                   | Circuito de Assen, Assen                                            | 28-30 de junio               |
| 9                                               | Gran Premio de Alemania                | Sachsenring, Hohenstein-Ernstthal                                   | 5-7 de julio                 |
| 10                                              | Gran Premio de Gran Bretaña            | Circuito de Silverstone, Silverstone                                | 2-4 de agosto                |
| 11                                              | Gran Premio de Austria                 | Red Bull Ring, Spielberg                                            | 16-18 de agosto              |
| 12                                              | Gran Premio de Aragón                  | Motorland Aragón, Alcañiz                                           | 30 de agosto-1 de septiembre |
| 13                                              | Gran Premio de San Marino              | Misano World Circuit Marco Simoncelli, Misano Adriatico             | 6-8 de septiembre            |
| 14                                              | Gran Premio de Emilia-Romaña           | Misano World Circuit Marco Simoncelli, Misano Adriatico             | 20-22 de septiembre          |
| 15                                              | Gran Premio de Indonesia               | Circuito Urbano Internacional de Mandalika, Lombok                  | 27-29 de septiembre          |
| 16                                              | Gran Premio de Japón                   | Mobility Resort Motegi, Motegi                                      | 4-6 de octubre               |
| 17                                              | Gran Premio de Australia               | Circuito de Phillip Island, Isla Phillip                            | 18-20 de octubre             |
| 18                                              | Gran Premio de Tailandia               | Circuito Internacional de Chang, Buriram                            | 25-27 de octubre             |
| 19                                              | Gran Premio de Malasia                 | Circuito Internacional de Sepang, Sepang                            | 1-3 de noviembre             |
| 20                                              | Gran Premio Solidario de Barcelona     | Circuito de Barcelona-Cataluña, Montmeló                            | 15-17 noviembre              |
| Grandes Premios cancelados                      |                                        |                                                                     |                              |
| -                                               | Gran Premio de Argentina               | Autódromo Internacional de Termas de Río Hondo, Santiago del Estero | 5-7 de abril                 |
| -                                               | Gran Premio de la India                | Circuito Internacional de Buddh, Dankaur                            | 20-22 de septiembre          |
| -                                               | Gran Premio de Kazajistán              | Autódromo Internacional de Sokol, Alma Ata                          | 20-22 de septiembre          |
| -                                               | Gran Premio de la Comunidad Valenciana | Circuito Ricardo Tormo, Valencia                                    | 15-17 de noviembre           |
| Notas: Actualizado al 5 de noviembre de 2024 1. |                                        |                                                                     |                              |

### Cambios en el calendario
- Tras no hacerlo en 2023, el Gran Premio de Catar volverá a acoger la primera ronda del campeonato.
- El Gran Premio de Kazajistán que debería haber debutado en 2023 en el calendario, lo hará finalmente en 2024 tras su cancelación el año anterior. El Autódromo Internacional de Sokol se convertirá en el 75.º circuito en albergar carreras mundialistas y Kazajistán en el 31 país en albergar una ronda del campeonato.
- Tras la ausencia en el calendario de 2023 de Campeonato del Mundo de MotoGP, el Gran Premio de Aragón volverá a estar en el calendario, por lo que España volverá a acoger 4 carreras en 2024.
- El Gran Premio de Hungría tras no entrar en el calendario se postula como Gran Premio reserva de cara a 2024.[2]
- El 31 de enero se confirma la cancelación del Gran Premio de Argentina al no poder asegurar por parte del promotor los servicios necesarios para la realización del Gran Premio según los estándares de MotoGP.[3] La cancelación del Gran Premio no contará con ninguna sustitución de otro circuito dejando el calendario en 21 pruebas.
- El 29 de mayo se anuncia la cancelación del Gran Premio de la India, que regresará en 2025 tras que Dorna siga los consejos del Gobierno de Uttar Pradesh, encargado de su celebración.[4]
- Tras tener que ser cancelado en primera instancia, el Gran Premio de Kazajistán es recolocado en las fechas que estaba previsto el Gran Premio de la India. La inauguración del Gran Premio se modifica debido a inundaciones de la región que imposibilitan su celebración en junio.[5]
- El Gran Premio de Kazajistán no se disputará en la temporada después de ser cancelado de nuevo el 15 de julio por problemas logísticos y operativos debido a inundaciones en la región. La cita será reemplazada con un segundo Gran Premio en el circuito de Misano bajo el nombre de Gran Premio de la Emilia-Romaña, nombre bajo el que se corrió una segunda carrera en las temporadas 2020 y 2021.[6]
- El Gran Premio de la Comunidad Valenciana previsto para el 17 de noviembre se suspenderá debido a las fuertes inundaciones creadas por la DANA que arrasó la autonomía dos semanas antes de la fecha prevista y que destrozó los accesos y aparcamientos al circuito.[7]
- En reemplazo del Gran Premio de la Comunidad Valenciana suspendido por la DANA, se crea una segunda carrera en el circuito de Montmeló bajo el nombre de Gran Premio Solidario de Barcelona y con el lema "correr por Valencia".[8]

## Equipos y pilotos
| Equipo                         | Constructor | Moto     | N.º | Piloto             | Rondas     |
| ------------------------------ | ----------- | -------- | --- | ------------------ | ---------- |
| CFMoto Aspar Team              | CFMoto      | RC250GP  | 78  | Joel Esteban       | 1-19       |
| CFMoto Aspar Team              | CFMoto      | RC250GP  | 80  | David Alonso       | Todas      |
| CFMoto Aspar Team              | CFMoto      | RC250GP  | 89  | Marcos Uriarte     | 20         |
| Red Bull GasGas Tech3          | Gas Gas     | RC250GP  | 12  | Jacob Roulstone    | Todas      |
| Red Bull GasGas Tech3          | Gas Gas     | RC250GP  | 96  | Daniel Holgado     | Todas      |
| Honda Team Asia                | Honda       | NSF250RW | 5   | Tatchakorn Buasri  | Todas      |
| Honda Team Asia                | Honda       | NSF250RW | 72  | Taiyo Furusato     | 1-9, 11-20 |
| Honda Team Asia                | Honda       | NSF250RW | 93  | Arbi Aditama       | 6, 12, 15  |
| Leopard Racing                 | Honda       | NSF250RW | 31  | Adrián Fernández   | Todas      |
| Leopard Racing                 | Honda       | NSF250RW | 36  | Ángel Piqueras     | Todas      |
| Rivacold Snipers Team          | Honda       | NSF250RW | 18  | Matteo Bertelle    | Todas      |
| Rivacold Snipers Team          | Honda       | NSF250RW | 22  | David Almansa      | 1, 3-20    |
| Rivacold Snipers Team          | Honda       | NSF250RW | 71  | Hamad Al-Sahouti   | 2          |
| SIC58 Squadra Corse            | Honda       | NSF250RW | 7   | Filippo Farioli    | Todas      |
| SIC58 Squadra Corse            | Honda       | NSF250RW | 57  | Danial Shahril     | 10         |
| SIC58 Squadra Corse            | Honda       | NSF250RW | 58  | Luca Lunetta       | 1-9, 11-20 |
| MLav Racing                    | Honda       | NSF250RW | 8   | Eddie O’Shea       | 15, 17-20  |
| MLav Racing                    | Honda       | NSF250RW | 19  | Scott Ogden        | Todas      |
| MLav Racing                    | Honda       | NSF250RW | 21  | Vicente Pérez      | 10-14      |
| MLav Racing                    | Honda       | NSF250RW | 32  | Rei Wakamatsu      | 16         |
| MLav Racing                    | Honda       | NSF250RW | 70  | Joshua Whatley     | 1-9        |
| Liqui Moly Husqvarna Intact GP | Husqvarna   | FR250GP  | 24  | Tatsuki Suzuki     | Todas      |
| Liqui Moly Husqvarna Intact GP | Husqvarna   | FR250GP  | 34  | Jakob Rosenthaler  | 11, 13     |
| Liqui Moly Husqvarna Intact GP | Husqvarna   | FR250GP  | 95  | Collin Veijer      | Todas      |
| LevelUp – MTA                  | KTM         | RC250GP  | 10  | Nicola Carraro     | Todas      |
| LevelUp – MTA                  | KTM         | RC250GP  | 82  | Stefano Nepa       | Todas      |
| Boé Motorsports                | KTM         | RC250GP  | 64  | David Muñoz        | Todas      |
| Boé Motorsports                | KTM         | RC250GP  | 66  | Joel Kelso         | Todas      |
| CIP Green Power                | KTM         | RC250GP  | 54  | Riccardo Rossi     | Todas      |
| CIP Green Power                | KTM         | RC250GP  | 55  | Noah Dettwiler     | Todas      |
| MT Helmets – MSi               | KTM         | RC250GP  | 6   | Ryusei Yamanaka    | Todas      |
| MT Helmets – MSi               | KTM         | RC250GP  | 48  | Iván Ortolá        | Todas      |
| Red Bull KTM Ajo               | KTM         | RC250GP  | 21  | Vicente Pérez      | 1-2, 4     |
| Red Bull KTM Ajo               | KTM         | RC250GP  | 83  | Álvaro Carpe       | 20         |
| Red Bull KTM Ajo               | KTM         | RC250GP  | 85  | Xabier Zurutuza    | 3-20       |
| Red Bull KTM Ajo               | KTM         | RC250GP  | 99  | José Antonio Rueda | 1-3, 5-20  |

| Leyenda             |
| ------------------- |
| Piloto titular      |
| Piloto invitado     |
| Piloto de reemplazo |

- Todos los equipos utilizan neumáticos Pirelli.

### Cambios de equipos
- El PrüstelGP se marcha del mundial y sus pilotos elegidos para la temporada 2024 Xavier Artigas se va al mundial de Moto2 con el equipo Forward Racing y Riccardo Rossi, que fichó por el equipo para la temporada 2024, se marcha al equipo francés CIP Green Power.
- El Aspar Team cambia GasGas por CFMoto como constructor de cara a la temporada 2024.[9]
- El Red Bull KTM Tech3 cambia a GasGas como constructor de cara a la temporada 2024.

### Cambios de pilotos
- Joel Esteban hará su debut mundialista en las filas del GasGas Aspar Team.
- El tailandés Tatchakorn Buasri hará su debut mundialista en las filas Honda Team Asia.
- El campeón del FIM Junior GP, Ángel Piqueras hará su debut en mundialista en las filas del Leopard Racing, su compañero será el español Adrián Fernández, quién ya finalizó 2023 en este equipo.
- David Almansa hará su debut en mundialista en las filas del Rivacold Snipers Team.
- El italiano Luca Luneta hará su debut mundialista en las filas del SIC58 Squadra Corse, su compañero será el italiano Filippo Farioli, que fichó por el equipo tras una temporada en el equipo Red Bull KTM Tech3.
- Después de dos temporadas en el equipo Leopard Racing, Tatsuki Suzuki dejó el equipo para fichar por el Liqui Moly Husqvarna Intact GP.
- El italiano Nicola Fabio Carraro hará su debut mundialista en las filas del Angeluss MTA Team.
- Después de una temporada en el equipo CFMoto Racing Prüstel GP, Joel Kelso dejó el equipo para fichar por el Boé Motorsports.
- El suizo Noah Dettwiler hará su debut mundialista en las filas del CIP Green Power.
- Tras dos temporadas en el equipo Angeluss MTA Team, Iván Ortolá dejó el equipo para fichar por el equipo MT Helmets - MSi, su compañero será el japonés Ryusei Yamanaka, que regresará al equipo tras una temporada en el equipo GasGas Aspar Team M3.
- Xabier Zurutuza hará su debut mundialista en las filas del equipo Red Bull KTM Ajo.
- El australiano Jacob Roulstone hará su debut mundialista en las filas del equipo Red Bull KTM Tech3.

## Resultados

### Resultados por Gran Premio
| Ronda | Gran Premio                        | Pole position      | Vuelta rápida      | Piloto ganador     | Equipo ganador                 | Constructor ganador |
| ----- | ---------------------------------- | ------------------ | ------------------ | ------------------ | ------------------------------ | ------------------- |
| 1     | Gran Premio de Catar               | Daniel Holgado     | Tatsuki Suzuki     | David Alonso       | CFMoto Aspar Team              | CFMoto              |
| 2     | Gran Premio de Portugal            | José Antonio Rueda | David Alonso       | Daniel Holgado     | Red Bull GasGas Tech3          | Gas Gas             |
| 3     | Gran Premio de las Américas        | David Alonso       | Daniel Holgado     | David Alonso       | CFMoto Aspar Team              | CFMoto              |
| 4     | Gran Premio de España              | David Alonso       | Ryusei Yamanaka    | Collin Veijer      | Liqui Moly Husqvarna Intact GP | Husqvarna           |
| 5     | Gran Premio de Francia             | David Alonso       | Joel Estaban       | David Alonso       | CFMoto Aspar Team              | CFMoto              |
| 6     | Gran Premio de Cataluña            | Iván Ortolá        | José Antonio Rueda | David Alonso       | CFMoto Aspar Team              | CFMoto              |
| 7     | Gran Premio de Italia              | David Alonso       | Collin Veijer      | David Alonso       | CFMoto Aspar Team              | CFMoto              |
| 8     | Gran Premio de los Países Bajos    | Ángel Piqueras     | Adrián Fernández   | Iván Ortolá        | MT Helmets - MSi               | KTM                 |
| 9     | Gran Premio de Alemania            | Collin Veijer      | Iván Ortolá        | David Alonso       | CFMoto Aspar Team              | CFMoto              |
| 10    | Gran Premio de Gran Bretaña        | Iván Ortolá        | Adrián Fernández   | Iván Ortolá        | MT Helmets - MSi               | KTM                 |
| 11    | Gran Premio de Austria             | Iván Ortolá        | Tatsuki Suzuki     | David Alonso       | CFMoto Aspar Team              | CFMoto              |
| 12    | Gran Premio de Aragón              | David Alonso       | José Antonio Rueda | José Antonio Rueda | Red Bull KTM Ajo               | KTM                 |
| 13    | Gran Premio de San Marino          | David Alonso       | Ángel Piqueras     | Ángel Piqueras     | Leopard Racing                 | Honda               |
| 14    | Gran Premio de Emilia-Romaña       | Taiyo Furusato     | Collin Veijer      | David Alonso       | CFMoto Aspar Team              | CFMoto              |
| 15    | Gran Premio de Indonesia           | Iván Ortolá        | Daniel Holgado     | David Alonso       | CFMoto Aspar Team              | CFMoto              |
| 16    | Gran Premio de Japón               | Iván Ortolá        | David Alonso       | David Alonso       | CFMoto Aspar Team              | CFMoto              |
| 17    | Gran Premio de Australia           | Iván Ortolá        | Stefano Nepa       | David Alonso       | CFMoto Aspar Team              | CFMoto              |
| 18    | Gran Premio de Tailandia           | Joel Kelso         | Luca Lunetta       | David Alonso       | CFMoto Aspar Team              | CFMoto              |
| 19    | Gran Premio de Malasia             | Adrián Fernández   | David Alonso       | David Alonso       | CFMoto Aspar Team              | CFMoto              |
| 20    | Gran Premio Solidario de Barcelona | David Alonso       | Daniel Holgado     | David Alonso       | CFMoto Aspar Team              | CFMoto              |

### Campeonato de pilotos
Sistema de puntuación
Los puntos se reparten entre los quince primeros clasificados en acabar la carrera. 
Sistema de puntuación de 1993 hasta 2022:
| Posición | 1.º | 2.º | 3.º | 4.º | 5.º | 6.º | 7.º | 8.º | 9.º | 10.º | 11.º | 12.º | 13.º | 14.º | 15.º |
| Puntos   | 25  | 20  | 16  | 13  | 11  | 10  | 9   | 8   | 7   | 6    | 5    | 4    | 3    | 2    | 1    |

| Pos. | Piloto             | Moto      | Equipo                         | QAT | POR | AME | SPA | FRA | CAT | ITA | NED | GER | GBR | AUT | ARA | RSM | EMI | INA | JPN | AUS | THA | MAL | BCN | Ptos. |
| ---- | ------------------ | --------- | ------------------------------ | --- | --- | --- | --- | --- | --- | --- | --- | --- | --- | --- | --- | --- | --- | --- | --- | --- | --- | --- | --- | ----- |
| 1    | David Alonso       | CFMoto    | CFMoto Aspar Team              | 1   | 4   | 1   | 11  | 1   | 1   | 1   | 5   | 1   | 2   | 1   | 4   | 7   | 1   | 1   | 1   | 1   | 1   | 1   | 1   | 421   |
| 2    | Daniel Holgado     | Gas Gas   | Red Bull GasGas Tech3          | 2   | 1   | 2   | 7   | 2   | 6   | 14  | 11  | 7   | 4   | 3   | 9   | 2   | 4   | 6   | 4   | 2   | 12  | Ret | 2   | 256   |
| 3    | Collin Veijer      | Husqvarna | Liqui Moly Husqvarna Intact GP | 5   | 6   | Ret | 1   | 3   | 4   | 2   | 2   | 18  | 3   | 5   | 2   | 5   | 3   | Ret | 2   | 18  | 3   | 5   | 10  | 242   |
| 4    | Iván Ortolá        | KTM       | MT Helmets – MSi               | 9   | 3   | Ret | 3   | 5   | 2   | 6   | 1   | 3   | 1   | 9   | 12  | 3   | 5   | 9   | 16  | Ret | 4   | 4   | 9   | 224   |
| 5    | David Muñoz        | KTM       | Boé Motorsports                | 16  | 9   | 5   | 2   | Ret | 5   | 5   | 3   | 8   | 12  | 2   | 7   | Ret | Ret | 3   | 8   | 5   | 6   | 17  | 6   | 172   |
| 6    | Adrián Fernández   | Honda     | Leopard Racing                 | Ret | 10  | 11  | 6   | 6   | 10  | 8   | 7   | 4   | 8   | 6   | 11  | 13  | 8   | 2   | 3   | 3   | 22  | Ret | 11  | 158   |
| 7    | José Antonio Rueda | KTM       | Red Bull KTM Ajo               | Ret | 2   | DNS | DNP | 8   | 3   | 15  | 4   | Ret | 9   | 7   | 1   | Ret | 10  | 11  | 5   | 9   | 16  | 3   | 4   | 157   |
| 8    | Ángel Piqueras     | Honda     | Leopard Racing                 | 12  | Ret | 3   | 10  | 10  | 12  | 11  | 8   | 5   | Ret | 4   | Ret | 1   | 2   | 4   | Ret | 10  | Ret | Ret | 3   | 153   |
| 9    | Joel Kelso         | KTM       | Boé Motorsports                | 8   | 5   | 7   | 5   | 13  | Ret | 12  | 12  | 11  | 7   | 8   | 5   | 6   | 7   | 8   | 21  | 11  | 7   | 6   | 12  | 138   |
| 10   | Taiyo Furusato     | Honda     | Honda Team Asia                | 3   | 17  | Ret | 17  | 14  | Ret | 4   | 13  | 2   | INJ | 15  | 6   | 4   | 13  | Ret | 9   | 7   | 5   | 2   | 7   | 137   |
| 11   | Ryusei Yamanaka    | KTM       | MT Helmets – MSi               | Ret | Ret | 4   | 4   | 7   | 11  | 3   | 10  | 6   | 6   | 13  | 19  | 17  | 15  | 17  | 6   | 6   | 11  | 7   | 5   | 131   |
| 12   | Luca Lunetta       | Honda     | Sic58 Squadra Corse            | 15  | 22  | 19  | 20  | 11  | 7   | 7   | 6   | Ret | INJ | 17  | 3   | 9   | 6   | 5   | Ret | 8   | 2   | 10  | 18  | 112   |
| 13   | Stefano Nepa       | KTM       | LevelUp – MTA                  | 6   | 7   | 18  | 9   | 17  | 13  | Ret | 9   | 12  | 5   | Ret | 13  | 14  | 14  | 15  | 10  | 4   | 9   | 8   | Ret | 93    |
| 14   | Tatsuki Suzuki     | Husqvarna | Liqui Moly Husqvarna Intact GP | 7   | 12  | 6   | 25  | 9   | 15  | Ret | Ret | 9   | 10  | 12  | 14  | 8   | 11  | 7   | 7   | 15  | 10  | Ret | 13  | 91    |
| 15   | Jacob Roulstone    | Gas Gas   | Red Bull GasGas Tech3          | 10  | 11  | 8   | 12  | 12  | 8   | 9   | 14  | Ret | 17  | 14  | 21  | 12  | 21  | 16  | 17  | 13  | 15  | 12  | 8   | 66    |
| 16   | Matteo Bertelle    | Honda     | Rivacold Snipers Team          | Ret | DSQ | 10  | 14  | Ret | 17  | 10  | 21  | 15  | 11  | 11  | 10  | Ret | 9   | 12  | 11  | 14  | 21  | 9   | 15  | 57    |
| 17   | Joel Esteban       | CFMoto    | CFMoto Aspar Team              | 11  | 8   | 9   | Ret | 4   | 14  | 18  | 15  | 14  | 13  | 25  | 15  | 22  | 20  | 14  | 15  | 16  | Ret | Ret | INJ | 45    |
| 18   | Riccardo Rossi     | KTM       | CIP Green Power                | 4   | Ret | 16  | 18  | Ret | Ret | 13  | 18  | 19  | 14  | 10  | 20  | Ret | 23  | Ret | 14  | 12  | 13  | Ret | Ret | 33    |
| 19   | Filippo Farioli    | Honda     | Sic58 Squadra Corse            | Ret | 16  | 15  | 13  | Ret | 9   | 19  | 22  | 13  | 16  | 26  | Ret | 10  | 12  | Ret | 13  | Ret | 14  | 13  | 20  | 32    |
| 20   | Scott Ogden        | Honda     | MLav Racing                    | 13  | 14  | DSQ | 19  | Ret | 16  | 17  | 17  | 10  | Ret | 19  | 16  | 15  | 18  | 13  | 19  | 22  | 8   | Ret | 17  | 23    |
| 21   | Nicola Carraro     | KTM       | LevelUp – MTA                  | 14  | 15  | 12  | 8   | 19  | 18  | 16  | 16  | 17  | 15  | 16  | DNS | 16  | 16  | 10  | Ret | Ret | 19  | Ret | 16  | 22    |
| 22   | David Almansa      | Honda     | Rivacold Snipers Team          | WD  | INJ | DNS | 15  | 15  | Ret | 21  | Ret | 20  | 18  | 20  | 18  | 11  | 17  | Ret | 12  | Ret | 20  | 11  | 14  | 18    |
| 23   | Xabier Zurutuza    | KTM       | Red Bull KTM Ajo               |     |     | 13  | 22  | 16  | 19  | DNS | 19  | 16  | Ret | 18  | 8   | 18  | 19  | Ret | 18  | 17  | 18  | 14  | 21  | 13    |
| 24   | Vicente Pérez      | KTM       | Red Bull KTM Ajo               | Ret | 13  |     | 16  |     |     |     |     |     |     |     |     |     |     |     |     |     |     |     |     | 3     |
| 24   | Vicente Pérez      | Honda     | MLav Racing                    |     |     |     |     |     |     |     |     |     | Ret | 23  | DNS | Ret | DNS |     |     |     |     |     |     | 3     |
| 25   | Noah Dettwiler     | KTM       | CIP Green Power                | 17  | 19  | 14  | 21  | 18  | 21  | 20  | 23  | 23  | 20  | 24  | 17  | 20  | 22  | 18  | Ret | 20  | 23  | 18  | 23  | 2     |
| 26   | Tatchakorn Buasri  | Honda     | Honda Team Asia                | 19  | 20  | DNS | 24  | 20  | 22  | 22  | 20  | 22  | 19  | 21  | Ret | 21  | Ret | Ret | Ret | 21  | 17  | 15  | 24  | 1     |
| 27   | Eddie O’Shea       | Honda     | MLav Racing                    |     |     |     |     |     |     |     |     |     |     |     |     |     |     | DNS | INJ | 19  | Ret | 16  | 22  | 0     |
| 28   | Joshua Whatley     | Honda     | MLav Racing                    | 18  | 18  | 17  | 23  | 21  | 20  | 23  | 24  | 20  |     |     |     |     |     |     |     |     |     |     |     | 0     |
| 29   | Jakob Rosenthaler  | Husqvarna | Liqui Moly Husqvarna Intact GP |     |     |     |     |     |     |     |     |     |     | 22  |     | 19  |     |     |     |     |     |     |     | 0     |
| 30   | Álvaro Carpe       | KTM       | Red Bull KTM Ajo               |     |     |     |     |     |     |     |     |     |     |     |     |     |     |     |     |     |     |     | 19  | 0     |
| 31   | Rei Wakamatsu      | Honda     | MLav Racing                    |     |     |     |     |     |     |     |     |     |     |     |     |     |     |     | 20  |     |     |     |     | 0     |
| 32   | Danial Shahril     | Honda     | Sic58 Squadra Corse            |     |     |     |     |     |     |     |     |     | 21  |     |     |     |     |     |     |     |     |     |     | 0     |
| 33   | Hamad Al Sahouti   | Honda     | Rivacold Snipers Team          |     | 21  |     |     |     |     |     |     |     |     |     |     |     |     |     |     |     |     |     |     | 0     |
| 34   | Arbi Aditama       | Honda     | Honda Team Asia                |     |     |     |     |     | 23  |     |     |     |     |     | 22  |     |     | Ret |     |     |     |     |     | 0     |
| 35   | Marcos Uriarte     | CFMoto    | CFMoto Aspar Team              |     |     |     |     |     |     |     |     |     |     |     |     |     |     |     |     |     |     |     | 25  | 0     |
| Pos. | Piloto             | Moto      | Equipo                         | QAT | POR | AME | SPA | FRA | CAT | ITA | NED | GER | GBR | AUT | ARA | RSM | EMI | INA | JPN | AUS | THA | MAL | BCN | Ptos. |

| Color     | Resultado                                                               |
| --------- | ----------------------------------------------------------------------- |
| Oro       | Ganador                                                                 |
| Plata     | 2.ª plaza                                                               |
| Bronce    | 3.ª plaza                                                               |
| Verde     | Finalizó en los puntos                                                  |
| Azul      | Finalizó sin puntos                                                     |
| Azul      | NC - No clasificado                                                     |
| Violeta   | Ret - No terminó (Carrera)                                              |
| Rojo      | DNQ - No se clasificó                                                   |
| Negro     | DSQ - Descalificado                                                     |
| Blanco    | DNS - No empezó (carrera)                                               |
| Blanco    | WD - Retirado (fin de semana)                                           |
| Blanco    | C - Carrera cancelada                                                   |
| Sin color | DNP - Inscrito pero no participó                                        |
| Sin color | INJ - Lesionado                                                         |
| Sin color | EX - Excluido                                                           |
| Estado    | Resultado                                                               |
| Negrita   | Pole position                                                           |
| Cursiva   | Vuelta rápida                                                           |
| †         | Abandona, pero clasifica al completar el porcentaje requerido para ello |

### Campeonato de Constructores
| Pos. | Constructor | QAT | POR | AME | SPA | FRA | CAT | ITA | NED | GER | GBR | AUT | ARA | RSM | EMI | INA | JPN | AUS | THA | MAL | BCN | Ptos. |
| ---- | ----------- | --- | --- | --- | --- | --- | --- | --- | --- | --- | --- | --- | --- | --- | --- | --- | --- | --- | --- | --- | --- | ----- |
| 1    | CFMoto      | 1   | 4   | 1   | 11  | 1   | 1   | 1   | 5   | 1   | 2   | 1   | 4   | 7   | 1   | 1   | 1   | 1   | 1   | 1   | 1   | 421   |
| 2    | KTM         | 4   | 2   | 4   | 2   | 5   | 2   | 3   | 1   | 3   | 1   | 2   | 1   | 3   | 5   | 3   | 5   | 4   | 4   | 3   | 4   | 333   |
| 3    | Honda       | 3   | 10  | 3   | 6   | 6   | 7   | 4   | 6   | 2   | 8   | 4   | 3   | 1   | 2   | 2   | 3   | 3   | 2   | 2   | 3   | 300   |
| 4    | Husqvarna   | 5   | 6   | 6   | 1   | 3   | 4   | 2   | 2   | 9   | 3   | 5   | 2   | 5   | 3   | 7   | 2   | 15  | 3   | 5   | 10  | 269   |
| 5    | Gas Gas     | 2   | 1   | 2   | 7   | 2   | 6   | 9   | 11  | 7   | 4   | 3   | 9   | 2   | 4   | 6   | 4   | 2   | 12  | 12  | 2   | 265   |
| Pos. | Constructor | QAT | POR | AME | SPA | FRA | CAT | ITA | NED | GER | GBR | AUT | ARA | RSM | EMI | INA | JPN | AUS | THA | MAL | BCN | Ptos. |

### Campeonato de Equipos
| Pos. | Equipo                         | N.º. Moto | QAT | POR | AME | SPA | FRA | CAT | ITA | NED | GER | GBR | AUT | ARA | RSM | EMI | INA | JPN | AUS | THA | MAL | BCN | Ptos. |
| ---- | ------------------------------ | --------- | --- | --- | --- | --- | --- | --- | --- | --- | --- | --- | --- | --- | --- | --- | --- | --- | --- | --- | --- | --- | ----- |
| 1    | CFMoto Aspar Team              | 78        | 11  | 8   | 9   | Ret | 4   | 14  | 18  | 15  | 14  | 13  | 25  | 15  | 22  | 20  | 14  | 15  | 16  | Ret | Ret | INJ | 466   |
| 1    | CFMoto Aspar Team              | 80        | 1   | 4   | 1   | 11  | 1   | 1   | 1   | 5   | 1   | 2   | 1   | 4   | 7   | 1   | 1   | 1   | 1   | 1   | 1   | 1   | 466   |
| 1    | CFMoto Aspar Team              | 89        |     |     |     |     |     |     |     |     |     |     |     |     |     |     |     |     |     |     |     | 25  | 466   |
| 2    | MT Helmets – MSi               | 6         | Ret | Ret | 4   | 4   | 7   | 11  | 3   | 10  | 6   | 6   | 13  | 19  | 17  | 15  | 17  | 6   | 6   | 11  | 7   | 5   | 355   |
| 2    | MT Helmets – MSi               | 48        | 9   | 3   | Ret | 3   | 5   | 2   | 6   | 1   | 3   | 1   | 9   | 12  | 3   | 5   | 9   | 16  | Ret | 5   | 4   | 9   | 355   |
| 3    | Liqui Moly Husqvarna Intact GP | 24        | 7   | 12  | 6   | 25  | 9   | 15  | Ret | Ret | 9   | 10  | 12  | 14  | 8   | 11  | 7   | 7   | 15  | 10  | Ret | 13  | 333   |
| 3    | Liqui Moly Husqvarna Intact GP | 34        |     |     |     |     |     |     |     |     |     |     | 22  |     | 19  |     |     |     |     |     |     |     | 333   |
| 3    | Liqui Moly Husqvarna Intact GP | 95        | 5   | 6   | Ret | 1   | 3   | 4   | 2   | 2   | 18  | 3   | 5   | 2   | 5   | 3   | Ret | 2   | 18  | 3   | 5   | 10  | 333   |
| 4    | Red Bull GasGas Tech3          | 12        | 10  | 11  | 8   | 12  | 6   | 8   | 9   | 14  | Ret | 17  | 14  | 21  | 12  | 21  | 16  | 17  | 13  | 15  | 12  | 8   | 322   |
| 4    | Red Bull GasGas Tech3          | 96        | 2   | 1   | 2   | 7   | 2   | 6   | 14  | 11  | 7   | 4   | 3   | 9   | 2   | 4   | 6   | 4   | 2   | 12  | Ret | 2   | 322   |
| 5    | Leopard Racing                 | 31        | Ret | 10  | 11  | 6   | 6   | 10  | 8   | 7   | 4   | 8   | 6   | 11  | 13  | 8   | 2   | 3   | 3   | 22  | Ret | 11  | 311   |
| 5    | Leopard Racing                 | 36        | 12  | Ret | 3   | 10  | 10  | 12  | 11  | 8   | 5   | Ret | 4   | Ret | 1   | 2   | 4   | Ret | 10  | Ret | Ret | 3   | 311   |
| 6    | Boé Motorsports                | 64        | 16  | 9   | 5   | 2   | Ret | 5   | 5   | 3   | 8   | 12  | 2   | 7   | Ret | Ret | 3   | 8   | 5   | 6   | 17  | 6   | 310   |
| 6    | Boé Motorsports                | 66        | 8   | 5   | 7   | 5   | 13  | Ret | 12  | 12  | 11  | 7   | 8   | 5   | 6   | 7   | 8   | 21  | 11  | 7   | 6   | 12  | 310   |
| 7    | Red Bull KTM Ajo               | 21        | Ret | 13  |     | 16  |     |     |     |     |     |     |     |     |     |     |     |     |     |     |     |     | 173   |
| 7    | Red Bull KTM Ajo               | 83        |     |     |     |     |     |     |     |     |     |     |     |     |     |     |     |     |     |     |     | 19  | 173   |
| 7    | Red Bull KTM Ajo               | 85        |     |     | 13  | 22  | 16  | 19  | DNS | 19  | 16  | Ret | 18  | 8   | 18  | 19  | Ret | 18  | 17  | 18  | 14  | 22  | 173   |
| 7    | Red Bull KTM Ajo               | 99        | Ret | 2   | DNS | DNP | 8   | 3   | 15  | 4   | Ret | 9   | 7   | 1   | Ret | 10  | 11  | 5   | 9   | 16  | 3   | 4   | 173   |
| 8    | Sic58 Squadra Corse            | 7         | Ret | 16  | 15  | 13  | Ret | 9   | 19  | 22  | 13  | 16  | 26  | Ret | 10  | 12  | Ret | 13  | Ret | 14  | 13  | 20  | 144   |
| 8    | Sic58 Squadra Corse            | 57        |     |     |     |     |     |     |     |     |     | 21  |     |     |     |     |     |     |     |     |     |     | 144   |
| 8    | Sic58 Squadra Corse            | 58        | 15  | 22  | 19  | 20  | 11  | 7   | 7   | 6   | Ret | INJ | 17  | 3   | 9   | 6   | 5   | Ret | 8   | 2   | 10  | 18  | 144   |
| 9    | Honda Team Asia                | 5         | 19  | 20  | DNS | 24  | 20  | 22  | 22  | 20  | 22  | 19  | 21  | Ret | 21  | Ret | Ret | Ret | 21  | 17  | 15  | 24  | 138   |
| 9    | Honda Team Asia                | 72        | 3   | 17  | Ret | 17  | 14  | Ret | 4   | 13  | 2   | INJ | 15  | 6   | 4   | 13  | Ret | 9   | 7   | 5   | 2   | 7   | 138   |
| 9    | Honda Team Asia                | 93        |     |     |     |     |     | 23  |     |     |     |     |     | 22  |     |     | Ret |     |     |     |     |     | 138   |
| 10   | LevelUp – MTA                  | 10        | 14  | 15  | 12  | 8   | 19  | 18  | 16  | 16  | 17  | 15  | 16  | DNS | 16  | 16  | 10  | Ret | Ret | 19  | Ret | 16  | 115   |
| 10   | LevelUp – MTA                  | 82        | 6   | 7   | 18  | 9   | 17  | 13  | Ret | 9   | 12  | 5   | Ret | 13  | 14  | 14  | 15  | 10  | 4   | 9   | 8   | Ret | 115   |
| 11   | Rivacold Snipers Team          | 18        | Ret | DSQ | 10  | 14  | Ret | 17  | 10  | 21  | 15  | 11  | 11  | 10  | Ret | 9   | 12  | 11  | 14  | 21  | 9   | 15  | 75    |
| 11   | Rivacold Snipers Team          | 22        | WD  | INJ | DNS | 15  | 15  | Ret | 21  | Ret | 20  | 18  | 20  | 18  | 11  | 17  | Ret | 12  | Ret | 20  | 11  | 14  | 75    |
| 11   | Rivacold Snipers Team          | 71        |     | 21  |     |     |     |     |     |     |     |     |     |     |     |     |     |     |     |     |     |     | 75    |
| 12   | CIP Green Power                | 54        | 4   | Ret | 16  | 18  | Ret | Ret | 13  | 18  | 19  | 14  | 10  | 20  | Ret | 23  | Ret | 14  | 12  | 13  | Ret | Ret | 35    |
| 12   | CIP Green Power                | 55        | 17  | 19  | 14  | 21  | 18  | 21  | 20  | 23  | 23  | 20  | 24  | 17  | 20  | 22  | 18  | Ret | 20  | 23  | 18  | 23  | 35    |
| 13   | MLav Racing                    | 8         |     |     |     |     |     |     |     |     |     |     |     |     |     |     | DNS | INJ | 19  | Ret | 16  | 21  | 23    |
| 13   | MLav Racing                    | 19        | 13  | 14  | DSQ | 19  | Ret | 16  | 17  | 17  | 10  | Ret | 19  | 16  | 15  | 18  | 13  | 19  | 22  | 8   | Ret | 17  | 23    |
| 13   | MLav Racing                    | 21        |     |     |     |     |     |     |     |     |     | Ret | 23  | DNS | Ret | DNS |     |     |     |     |     |     | 23    |
| 13   | MLav Racing                    | 32        |     |     |     |     |     |     |     |     |     |     |     |     |     |     |     | 20  |     |     |     |     | 23    |
| 13   | MLav Racing                    | 70        | 18  | 18  | 17  | 23  | 21  | 20  | 23  | 24  | 21  |     |     |     |     |     |     |     |     |     |     |     | 23    |
| Pos. | Equipo                         | N.º. Moto | QAT | POR | AME | SPA | FRA | CAT | ITA | NED | GER | GBR | AUT | ARA | RSM | EMI | INA | JPN | AUS | THA | MAL | BCN | Ptos. |